# Cyclisme en Suisse

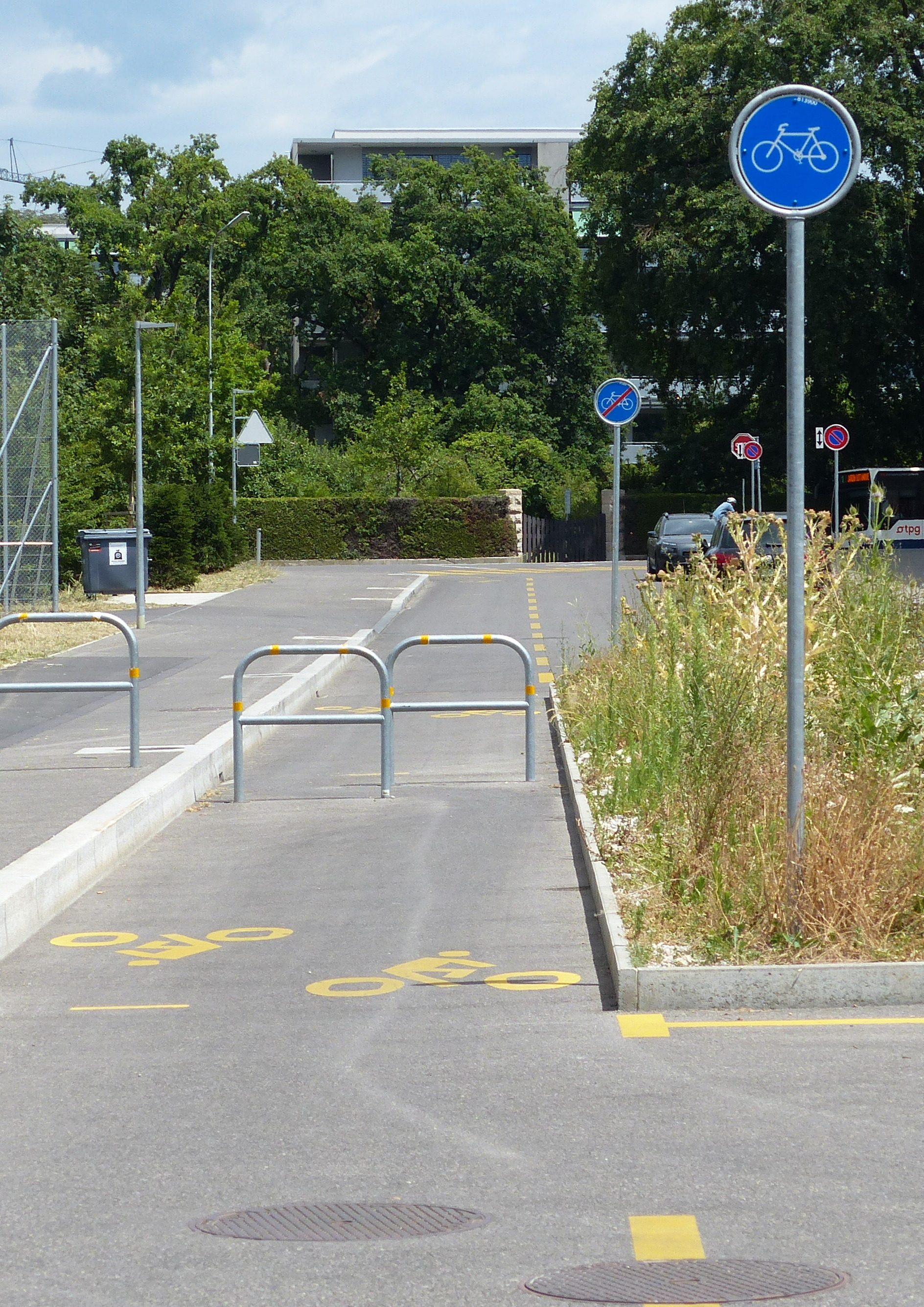
Piste cyclable à Chêne-Bougeries.

De par sa topographie, la Suisse offre tout type de parcours pour le cyclisme. Ses routes de campagnes, aux bords des lacs de Suisse, ses aménagements pour les vélos tout terrain, ainsi que ses nombreux cols routiers.
La fédération du cyclisme en Suisse se nomme  Swiss Cycling.
L’Union cycliste internationale, ainsi que le Centre mondial du cyclisme ont leur siège à Aigle.

## Réseaux de routes cyclables

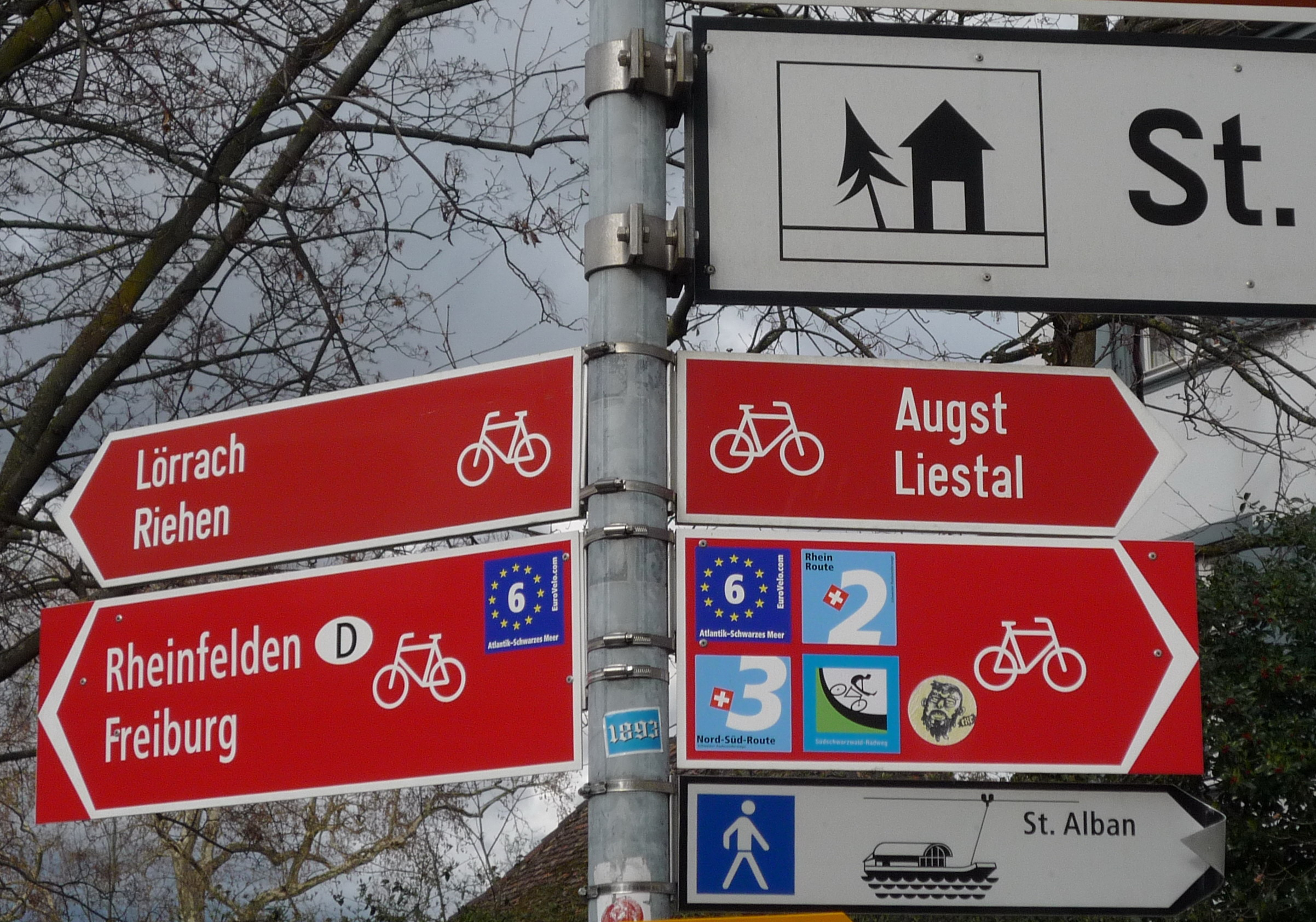
Panneaux rouges indiquant les itinéraires cyclables.

La Suisse à vélo est une fondation d'utilité publique suisse, chargée de développer et d'entretenir le réseau de routes cyclables nationales. Elle a en outre balisé 9 itinéraires nationaux qui partent et se terminent tous dans une gare.

## Journées du vélo
Le Slowup n’est pas une manifestation exclusivement destiné au cyclisme. Mais elle regroupe tous les moyens de transport non motorisés, tels que le vélo bien sûr, qui est fortement représenté, mais également le patin à roulettes, la trottinette notamment. Il s’agit d’une manifestation qui, depuis l’an 2002, a lieu plusieurs fois par année, durant une journée, mais dans des lieux différents de Suisse. Le concept de cette manifestation est de fermer des routes à la circulation motorisée, sur une trentaine de kilomètres pour laisser libre le parcours à des moyens de transports non motorisés. C’est une manifestation pour toute la famille. Le choix s'est porté sur le mot artificiel « slowUp » qui dérive de « slow down – pleasure up » ce qui signifie « diminue l'allure – augmente le plaisir ».

## Associations de cyclistes
- Pro Velo Suisse est une association faîtière de promotion du vélo et de défense des cyclistes en Suisse.
- Association transports et environnement, est une association qui soutient les transports les moins polluants, telle que les transports publics ou le cyclisme.

### Initiative populaire «Pour la promotion des voies cyclables et des chemins et sentiers pédestres» et contre-projet «Les voies cyclables et les chemins et sentiers pédestres»
En mars 2015, est lancé l'initiative populaire «Pour la promotion des voies cyclables et des chemins et sentiers pédestres (initiative vélo)», par plusieurs associations et partis politiques, dont l'Association transports et environnement et Pro Velo Suisse, pour changer la Constitution de la Suisse.
Les initiants ont eu jusqu'au 3 septembre 2016, pour récolter les 100 000 signatures,. Après récolte des signatures, les autorités ont proposé un contre-projet direct à l’initiative populaire. Le 13 mars 2018, l'arrêté fédéral concernant les voies cyclables et les chemins et sentiers pédestres est proposé en votation. Le 23 septembre 2018, le contre-projet est accepté par le peuple suisse à 73,6 %.
La Constitution Suisse est modifiée comme suit :
« 
art. 88 Chemins et sentiers pédestres et voies cyclables
1. La Confédération fixe les principes applicables aux réseaux de chemins et de sentiers pédestres et aux réseaux de voies cyclables.
2. Elle peut soutenir et coordonner les mesures prises par les cantons et par des tiers visant à aménager et entretenir ces réseaux et à fournir des informations sur ceux-ci. Ce faisant, elle respecte les compétences des cantons.
3. Elle prend ces réseaux en considération dans l’accomplissement de ses tâches. Elle remplace les chemins et sentiers pédestres et les voies cyclables qu’elle doit supprimer.

 »

## Vélos en libres services ou en locations dans les villes

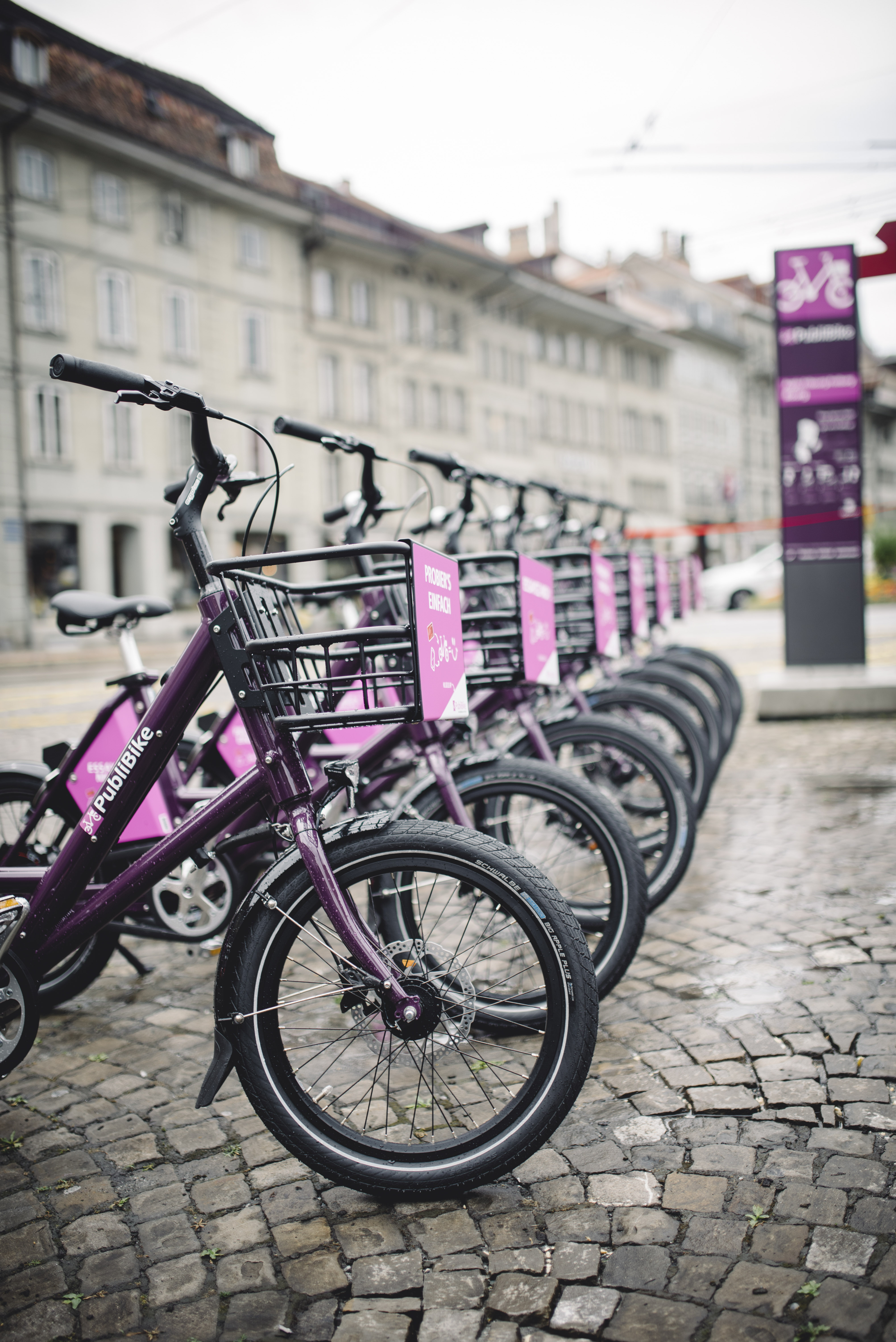
Station PubliBike à Fribourg.

Il existe dans de nombreuses villes en Suisse, des Vélos en libre service ou en locations.
- PubliBike
- Genève roule

## Législation pour les vélos électriques
Les vélos électrique dont la puissance varie entre 500 et 1000 watts, qui atteignent une vitesse inhérente à la construction de 20 à 30 km/h ou qui disposent d'une assistance au pédalage qui fonctionne également à une vitesse de 25 à 45 km/h sont considérés comme des cyclomoteurs. Ces vélos sont soumis à des règles particulières en Suisse. Leurs utilisateurs doivent posséder : 
- Un  permis de conduire pour cyclomoteur (au minimum).
- Une plaque d'immatriculation sur le vélo
- Un  casque (le casque de vélo ne suffit pas)
- Une lampe de cyclomoteur, une béquille et un rétroviseur sur le vélo.

Les vélos électriques, équipés d'un moteur électrique qui fournit une puissance inférieure à 500 watts, d'une assistance au pédalage qui ne dépasse pas les 25 km/h, et d'une vitesse atteinte au moyen de la seule puissance du moteur (soit sans assistance au pédalage), qui ne dépasse pas les  20 km/h (« vitesse maximale de par la construction ») sont quant à eux exemptés des obligations ci-dessus, sauf pour les enfants de 14 à 16 ans, qui doivent posséder un permis de conduire cyclomoteur.
En cas de signal "circulation interdite aux cyclomoteurs", le passage est autorisé pour les vélos électriques lents (jusqu'à 500 watts et assistance au pédalage qui ne dépasse pas les 25 km/h). Les vélos électrique rapides (500 à 1000 watts) ne peuvent y passer qu'avec le moteur éteint. Ces deux types de vélos ont néanmoins l'obligation d'utiliser les pistes cyclables, quand il y en a,.

## Transport de vélo dans les trains

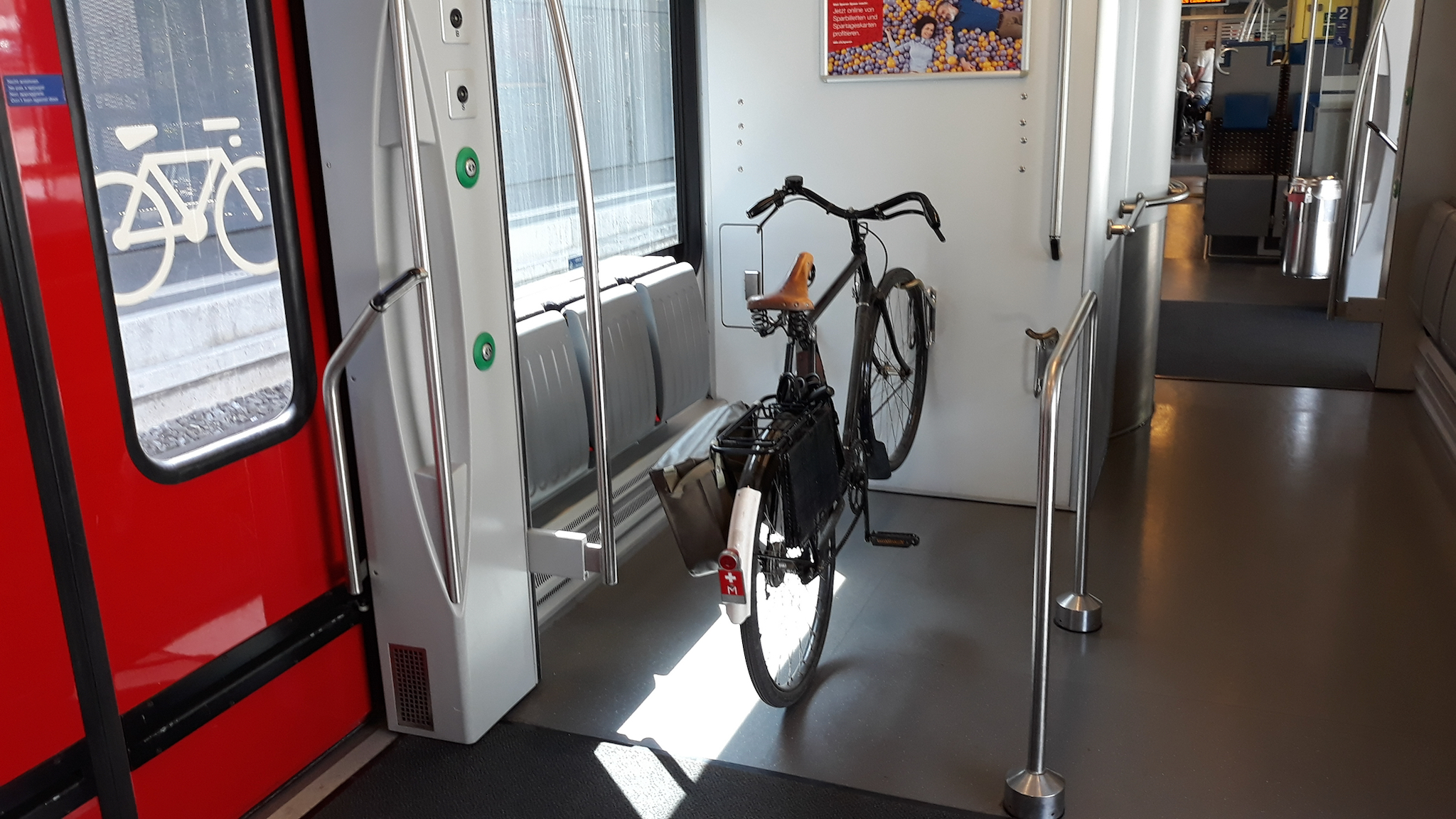
Un emplacement pour vélo dans un train régional.

Dans la majorité des trains suisse, du moins sur les grandes lignes, le transport du vélo est possible, contre paiement. Néanmoins, dans les trains directs InterCity inclinable ICN RABDe 500, la réservation est obligatoire en haute saison, de la mi-mars à fin octobre.

## Accidents de vélo et assurance
Chaque année, les accidents impliquant des cyclistes font des dizaines de tués et des milliers de blessés en Suisse.
Le port du casque de vélo, n’est pas obligatoire en Suisse, hormis pour les compétitions.
Obligatoire depuis le 1er janvier 1960, (Dans certains cantons elle avait même fait son apparition au XIXe siècle déjà), les cyclistes devaient posséder une vignette pour vélo, au prix d’environ 6 francs suisse, qui faisait office d'assurance responsabilité civile et qui couvrait les dommages à autrui que pouvait occasionner le propriétaire du vélo. En raison du grand nombre de personnes qui possédait déjà une assurance responsabilité civile privée (environ 90 %,) il a été décidé que la vignette pour vélo devenait superflue pour ceux qui possédaient déjà une telle assurance, et de ce fait, la vignette a été supprimée, le 1er janvier 2012. Les personnes ne disposant pas d’assurance responsabilité civile, ne sont donc pas couverts, dans le cas où ils provoqueraient des dommages à autrui. Cette mesure ne concerne pas les cyclomoteurs et les vélos électriques équipés d’une assistance au pédalage dépassant les 25 km/h, qui eux, ont l’obligation de souscrire une assurance responsabilité civile.
La majorité des accidents impliquant des cyclistes grièvement blessés, concernent le non-respect de la priorité vélos-véhicules motorisés, toutes responsabilités confondues. Ces accidents surviennent dans près d'un cas sur deux (48%).
|                    | Total | Tués | Blessés graves | Blessés légers |
| ------------------ | ----- | ---- | -------------- | -------------- |
| Vélo               | 3 428 | 16   | 802            | 2 610          |
| Vélo électrique    | 1 257 | 11   | 355            | 891            |
| Total des victimes | 4 685 | 27   | 1 157          | 3 501          |

|                | 2000  | 2001  | 2002  | 2003  | 2004  | 2005  | 2006  | 2007  | 2008  | 2009  | 2010  | 2011  | 2012  | 2013  |
| -------------- | ----- | ----- | ----- | ----- | ----- | ----- | ----- | ----- | ----- | ----- | ----- | ----- | ----- | ----- |
| Tués           | 48    | 38    | 26    | 48    | 42    | 37    | 35    | 30    | 27    | 54    | 34    | 39    | 36    | 21    |
| Blessés graves | 959   | 875   | 865   | 902   | 831   | 815   | 804   | 802   | 821   | 858   | 835   | 867   | 918   | 904   |
| Blessés légers | 1 882 | 1 669 | 1 725 | 1 719 | 1 731 | 1 647 | 1 721 | 1 690 | 2 412 | 2 434 | 2 366 | 2 536 | 2 359 | 2 435 |

## Compétitions

### Compétitions de cyclisme sur route
- Le Tour de Suisse est une compétition à étape qui existe depuis 1933. Elle fait partie du UCI World Tour.
- Le Tour de Romandie est une course cycliste à étapes qui fut fondée en 1947 afin de célébrer le 50e anniversaire de l'Union cycliste suisse. Cette course fait également partie du UCI World Tour.
- Championnats de Suisse de cyclisme sur route

### Compétitions de cyclisme tout terrain
- Grand Raid Cristalp

### Coureurs cyclistes suisses

#### Hommes
- Alfred Achermann
- Léo Amberg
- Kurt Betschart
- Walter Bucher
- Edgar Buchwalder
- Oscar Camenzind
- Fabian Cancellara
- Carlo Clerici
- Filippo Colombo
- Robert Dill-Bundi
- Laurent Dufaux
- Martin Fanger
- Urs Freuler
- Thomas Frischknecht
- Josef Fuchs
- Joël Gavillet
- Mauro Gianetti
- Max Hürzeler
- Albert Iten
- Ernest Kauffmann
- Hans Knecht
- Hugo Koblet
- Ferdi Kübler
- Stefan Küng
- Xaver Kurmann
- Thomas Litscher
- Erich Maechler
- Franco Marvulli
- Stefan Mutter
- Ralph Näf
- Ernst Nievergelt
- Kurt Ott
- Oscar Plattner
- Pascal Richard
- Roger Rinderknecht
- Bruno Risi
- Tony Rominger
- Joel Roth
- Dieter Runkel
- Fritz Ryser
- Christoph Sauser
- Fritz Schaer
- Nino Schurter
- Peter Steiger
- Henri Suter
- Paul Suter
- Ueli Sutter
- Richard Trinkler
- Laurent Vial
- Florian Vogel
- Benno Wiss
- Daniel Wyder
- Oliver Zaugg
- Urs Zimmermann
- Alex Zülle
- Albert Zweifel

#### Femmes
- Barbara Blatter
- Nicole Brändli
- Chantal Daucourt
- Priska Doppmann
- Sina Frei
- Silvia Fürst
- Barbara Ganz
- Barbara Heeb
- Petra Henzi
- Linda Indergand
- Karin Moor
- Jolanda Neff
- Kathrin Stirnemann
- Esther Süss
- Karin Thürig
- Luzia Zberg

### Équipes cyclistes suisses
- Équipe cycliste Tigra-Meltina-de Gribaldy (1965-1966)
- Équipe cycliste Tigra-Grammont (1967)
- Équipe cycliste Helvetia (1989-1992)
- Équipe cycliste Post Swiss (1997-2001)
- Équipe cycliste Phonak (2000-2006)
- Équipe cycliste Price Your Bike (2006-2011)
- Équipe cycliste Stegcomputer-CKT-Cogeas (2008-2009)
- Équipe cycliste Cervélo Test (2009-2010)
- Équipe cycliste Atlas Personal (2008 - 2013)
- Équipe cycliste IAM (2012 - 2016)
- Équipe cycliste Bigla (Équipe cycliste féminine)
- Team Specialized Designs For Women (Équipe cycliste féminine)

### Participants suisses au Tour de France
Le Tour de France, qui est la plus prestigieuse course cycliste au monde et qui a fait souvent des étapes en Suisse, a vu quelques suisses se distinguer depuis sa création.
- Oscar Egg est le premier Suisse à gagner une étape au Tour de France 1914.
- Ferdi Kübler a gagné le Tour de France 1950.
- Hugo Koblet a gagné le Tour de France 1951.
- Tony Rominger a obtenu la deuxième place au classement général et a été le meilleur grimpeur dans le Tour de France 1993.
- Alex Zülle est arrivé deuxième au classement général et troisième comme meilleur grimpeur dans le Tour de France 1995.
- Laurent Dufaux a obtenu la troisième place comme meilleur grimpeur dans le Tour de France 1996 et la deuxième place comme meilleur grimpeur dans le Tour de France 2003.
- Fabian Cancellara a remporté la 1re étape et était leader du classement général jusqu'à la 7e étape lors du Tour de France 2009. En 2012 il a remporté le prologue et était leader du classement général jusqu'à la 7e étape. Il a porté le maillot jaune 29 fois durant les années 2004, 2007, 2009, 2010, 2012 et 2015.

En 1913, la Suisse est le premier pays étranger visité par le Tour de France en faisant étape à Genève. Il repassera en Suisse en 1914, 1921, 1922, 1923, 1935, 1937, 1948, 1949, 1951, 1952, 1955, 1971, 1978, 1982, 1984, 1990, 1997, 1998, 2000, 2009, 2012, les 16e et 17e étapes du Tour de France 2016. Le Tour de France 2022 verra à nouveau le passage des cyclistes en Suisse, les 9 et 10 juillet.

## Armée et vélo

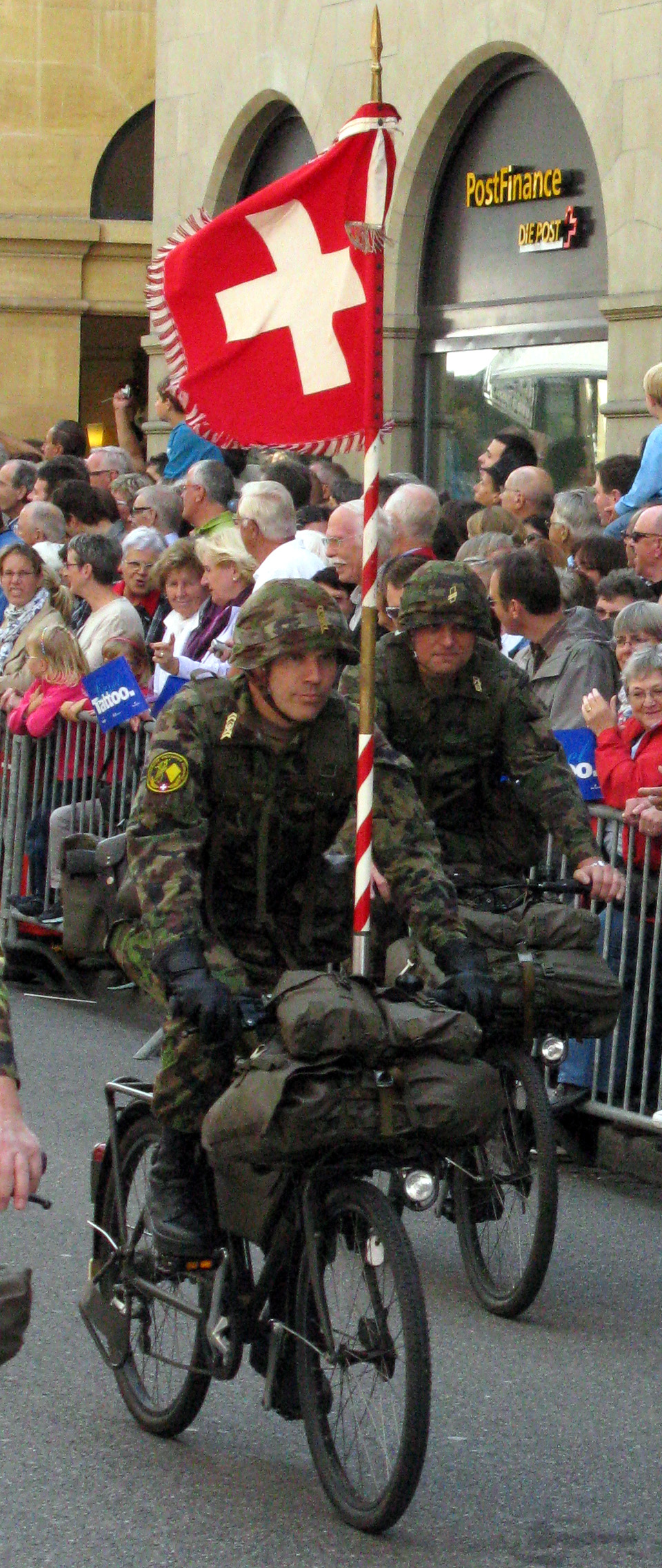
Infanterie cycliste de l'Armée suisse.

L’Armée suisse avait une troupe d'infanterie cycliste qui a cessé d’exister en 2002. Les troupes cyclistes sont créées en 1892 en vertu de la loi fédérale établissant la formation de compagnies cyclistes. En 1912, elles intègrent les sections de combat afin d'étendre leurs compétences au-delà des missions de liaison comme par exemple l’exploration, l’occupation des avant-postes ou la sûreté des flancs de déplacement de l’infanterie. En 1937, les troupes cyclistes passent de l'infanterie aux troupes légères nouvellement créées, qui intègrent également la cavalerie et les troupes légères motorisées. En 1962 elles sont renommées troupes mécanisées et légères (TML). Le 31 décembre 2002, dans le cadre du passage d'Armée 95 à Armée XXI en 2004, les trois régiments de cyclistes incorporés aux trois corps d'armée de campagne sont dissouts, marquant ainsi la fin des troupes cyclistes au sein de l'Armée suisse.
Les vélos militaires continuent néanmoins d’être utilisés pour leurs côtés pratiques, écologiques et sportifs par exemple lors des écoles de recrues et des écoles de cadres, sur les places d’armes et durant les cours de répétitions.
Il y a eu deux modèles de vélo fabriqués pour l’armée Suisse. Le vélo militaire d'ordonnance 05, qui a été fabriqué de 1905 aux années 80 en plusieurs versions, il n’avait qu’une seule vitesse. Il a ensuite été remplacé par le vélo militaire d'ordonnance 93, avec 7 vitesses. Tous deux étaient fabriqués par l’entreprise Condor.
En 2012 et 2013, l'armée a acquis 4 100 vélos, intitulés « vélo 12 », pour un montant de 10,2 millions de francs suisses, qui inclut une maintenance des vélos pour une durée de 10 ans, avec le fabricant zurichois Simpel. Il sert comme moyen de transport dans les casernes et les places d'armes mais aussi dans le cadre de l'éducation physique. Contrairement au vélo 93 qui était fabriqué spécialement pour l'armée et dont les pièces de rechange n'étaient plus disponibles en raison de la cessation de production de vélo par l'entreprise Condor, le "vélo 12" possède des pièces de rechange qui peuvent être facilement trouvées sur le marché. Le "vélo 12" pèse 15 kilos, le cadre est en aluminium et le dérailleur Shimano comporte huit vitesses.

## Marques de vélo Suisse
- BMC
- SCOTT Sports
- Condor
- Simpel
- Stöckli